# Festival du film de Sundance 2017
Le festival du film de Sundance 2017, 33e édition du festival (33rd Sundance Film Festival), organisé par le Sundance Institute, s'est déroulé du 19 au 29 janvier 2017.

## Jurys
La composition des différents jurys a été annoncée le 11 janvier 2017.

### Jury duprix Alfred P. Sloan
- Heather Berlin
- Tracy Drain
- Nell Greenfieldboyce
- Nicole Perlman
- Jennifer Phang

### US Documentary Competition Jury
- Diego Buñuel
- Julie Goldman
- Robert Greene
- Susan Lacy
- Larry Wilmore

### US Dramatic Competition Jury
- Gael García Bernal
- Peter Dinklage
- Jody Hill
- Jacqueline Lyanga
- Jeannine Oppewall

### World Cinema Documentary Competition Jury
- Carl Spence
- Marina Stavenhagen
- Lynette Wallworth

### World Cinema Dramatic Competition Jury
- Nai An
- Sonia Braga
- Athina Rachel Tsangari

### Shorts Competition Jury
- Shirley Kurata
- David Lowery
- Patton Oswalt

## Sélection
Note : les titres indiqués ci-dessous sont ceux du site officiel du festival. Il peut s'agir du titre définitif, anglophone ou international.

### En compétition

#### US Documentary Competition
Films présentés en compétition dans la section US Documentary :
- Casting JonBenet de Kitty Green
- Chasing Coral de Jeff Orlowski
- City of Ghosts de Matthew Heineman
- Dina de Dan Sickles et Antonio Santini
- Dolores (en) de Peter Bratt
- The Force de Peter Nicks
- ICARUS de Bryan Fogel
- The New Radical d'Adam Bhala Lough
- NOBODY SPEAK: Hulk Hogan, Gawker and Trials of a Free Press de Brian Knappenberger
- Quest de Jonathan Olshefski
- STEP d'Amanda Lipitz
- Strong Island de Yance Ford
- Trophy de Shaul Schwarz et Christina Clusiau
- Unrest de Jennifer Brea
- Water & Power: A California Heist de Marina Zenovich
- Whose Streets? de Sabaah Folayan et Damon Davis (en)

#### US Dramatic Competition
Films présentés en compétition dans la section US Dramatic :
- Band Aid de Zoe Lister-Jones
- Les Bums de plage (Beach Rats) de Eliza Hittman
- Brigsby Bear de Dave McCary
- Burning Sands de Gerard McMurray
- Crown Heights de Matt Ruskin
- Golden Exits d'Alex Ross Perry
- The Hero de Brett Haley
- I Don't Feel at Home in This World Anymore de Macon Blair
- Instalife (Ingrid Goes West) de Matt Spicer
- Landline de Gillian Robespierre
- Novitiate de Maggie Betts
- Patti Cake$ de Geremy Jasper
- Roxanne Roxanne de Michael Larnell
- To the Bone de Marti Noxon
- Walking Out d'Alex et Andrew Smith
- The Yellow Birds d'Alexandre Moors

#### World Cinema Documentary Competition
Films présentés en compétition dans la section World Cinema Documentary. :
- The Good Postman de Tonislav Hristov
- In Loco Parentis de Neasa Ní Chianáin et David Rane
- It’s Not Yet Dark de Frankie Fenton
- Joshua: Teenager vs. Superpower de Joe Piscatella
- Last Men in Aleppo de Feras Fayyad
- Machines de Rahul Jain
- Motherland de Ramona Diaz
- Plastic China de Jiu-liang Wang
- RUMBLE: The Indians Who Rocked The World de Catherine Bainbridge
- Tokyo Idols de Kyoko Miyake
- WINNIE de Pascale Lamche
- The Workers Cup d'Adam Sobel

#### World Cinema Dramatic Competition
Films présentés en compétition dans la section World Cinema Dramatic :
- Axolotl Overkill de Helene Hegemann
- Berlin Syndrome de Cate Shortland
- Carpinteros (Woodpeckers) de José María Cabral
- Don’t Swallow My Heart, Alligator Girl! de Felipe Bragança
- Family Life d'Alicia Scherson et Cristián Jiménez
- Free and Easy de Jun Geng
- My Happy Family de Nana Ekvtimishvili et Simon Gross
- Seule la terre (God's Own Country) de Francis Lee
- Le Caire confidentiel (The Nile Hilton Incident) de Tarik Saleh
- Pop Aye de Kirsten Tan
- Sueño en otro idioma d'Ernesto Contreras
- The Wound de John Trengove

#### Shorts Competition
Films présentés en compétition dans la section Shorts :
- Come Swim (Viens nager) de Kristen Stewart [7]

### Hors compétition

#### Premières
- Beatriz at Dinner de Miguel Arteta
- Before I Fall de Ry Russo-Young
- The Big Sick de Michael Showalter
- Call Me By Your Name de Luca Guadagnino
- The Discovery de Charlie McDowell
- Fun Mom Dinner d'Alethea Jones
- The Incredible Jessica James de Jim Strouse
- The Last Word de Mark Pellington
- Manifesto de Julian Rosefeldt
- Marjorie Prime de Michael Almereyda
- Mudbound de Dee Rees
- The Polka King de Maya Forbes
- Rebel in the Rye de Danny Strong
- Rememory de Mark Palansky
- Sidney Hall de Shawn Christensen
- Where is Kyra? d'Andrew Dosunmu
- Wilson de Craig Johnson
- Wind River de Taylor Sheridan

#### Documentary Premières
- 500 YEARS de Pamela Yates (États-Unis / 106 minutes)
- An Inconvenient Sequel: Truth to Power de Bonni Cohen, Jon Shenk (États-Unis / 99 minutes)
- Bending the Arc de Kief Davidson, Pedro Kos (États-Unis / 102 minutes)
- Cries from Syria de Evgeny Afineevsky (États-Unis/Syrie/République tchèque / 112 minutes)
- Give Me Future de Austin Peters (États-Unis/Cuba /  85 minutes)
- Legion of Brothers de Greg Barker (États-Unis /  79 minutes)
- Long Strange Trip de Amir Bar-Lev (États-Unis /  239 minutes)
- Oklahoma City de Barak Goodman (États-Unis  / 101 minutes)
- Rancher, Farmer, Fisherman de Susan Froemke, John Hoffman (États-Unis  / 92 minutes)
- TAKE EVERY WAVE: The Life of Laird Hamilton de Rory Kennedy (États-Unis  / 118 minutes)
- Tell Them We Are Rising: The Story of Black Colleges and Universities de Stanley Nelson (États-Unis /  85 minutes)
- This Is Everything: Gigi Gorgeous de Barbara Kopple (États-Unis  / 91 minutes)
- TRUMPED: Inside the Greatest Political Upset of All Time de Mary Robertson, Ted Bourne, Banks Tarver (États-Unis /  105 minutes)
- Untitled Buena Vista Social Club Documentary de Lucy Walker (États-Unis/Royaume-Uni/Cuba / 110 minutes)

#### Spotlight
- Colossal de Nacho Vigalondo  États-Unis
- Frantz de François Ozon  France
- Frantz de William Oldroyd  Royaume-Uni
- Look and See: A Portrait of Wendell Berry  de Laura Dunn et Jef Sewell  États-Unis
- Raw (Grave) de Julia Ducournau  France
- Sami Blood d'Amanda Kernell  Suède
- Their Finest de Lone Scherfig  Danemark

#### New Frontier
- 18 Black Girls / Boys Ages 1-18 Who Have Arrived at the Singularity and Are Thus Spiritual Machines: $X in an Edition of $97 Quadrillion de Terence Nance
- Did You Wonder Who Fired the Gun? de Travis Wilkerson
- World Without End (No Reported Incidents) de Jem Cohen (en)[8]

#### NEXT
- Columbus de Kogonada
- Dayveon de Amman Abbasi
- Deidra & Laney Rob a Train de Sydney Freeland
- A Ghost Story de David Lowery
- Gook de Justin Chon
- L.A. Times de Michelle Morgan
- Lemon de Janicza Bravo
- Menashe de Joshua Z. Weinstein
- Person to Person de Dustin Guy Defa
- Thoroughbred de Cory Finley

## Palmarès

### Longs métrages
- Grand Jury Prize: Dramatic – I Don't Feel at Home in This World Anymore de Macon Blair
- Directing Award: Dramatic – Eliza Hittman pour Les Bums de plage (Beach Rats)
- Waldo Salt Screenwriting Award – Matt Spicer et David Branson Smith pour Instalife (Ingrid Goes West)
- U.S. Dramatic Special Jury Award for Breakthrough Performance – Chanté Adams pour Roxanne Roxanne
- U.S. Dramatic Special Jury Award for Breakthrough Director – Maggie Betts pour Novitiate
- U.S. Dramatic Special Jury Award for Cinematography – Daniel Landin pour The Yellow Birds
- Grand Jury Prize: Documentary – Dina de Dan Sickles et Antonio Santini
- Directing Award: Documentary – Peter Nicks pour The Force
- U.S. Documentary Orwell Award - ICARUS de Bryan Fogel
- U.S. Documentary Special Jury Award for Editing – Kim Roberts et Emiliano Battista pour Unrest
- U.S. Documentary Special Jury Award for Storytelling – Yance Ford pour Strong Island
- U.S. Documentary Special Jury Award for Inspirational Filmmaking – Amanda Lipitz pour STEP
- World Cinema Grand Jury Prize: Dramatic – Le Caire confidentiel (The Nile Hilton Incident) de Tarik Saleh
- World Cinema Directing Award: Dramatic – Francis Lee pour  Seule la terre (God's Own Country)
- World Cinema Dramatic Special Jury Award for Screenwriting – Kirsten Tan pour Pop Aye
- World Cinema Dramatic Special Jury Award for Cinematic Visions – Geng Jun pour Free and Easy
- World Cinema Dramatic Special Jury Award for Cinematography – Manuel Dacosse pour Axolotl Overkill
- World Cinema Jury Prize: Documentary – Last Men in Aleppo de Feras Fayyad
- World Cinema Directing Award: Documentary – Pascale Lamche pour WINNIE
- World Cinema Documentary Special Jury Award for Masterful Storytelling – Catherine Bainbridge et Alfonso Maiorana pour RUMBLE: The Indians Who Rocked The World
- World Cinema Documentary Special Jury Award for Best Cinematography – Rodrigo Trejo Villanueva pour Machines
- World Cinema Documentary Special Jury Award for Editing – Ramona S. Diaz pour Motherland
- Audience Award: Dramatic – Crown Heights de Matt Ruskin
- Audience Award: Documentary – Chasing Coral de Jeff Orlowski
- World Cinema Audience Award: Dramatic – I Dream in Another Language de Ernesto Contreras
- World Cinema Audience Award: Documentary – Joshua: Teenager vs. Superpower de Joe Piscatella
- Best of NEXT Audience Award – Gook de Justin Chon
- Prix Alfred P. Sloan – Marjorie Prime de Michael Almereyda